# No Name (fiskedrag)
För andra betydelser, se No Name.

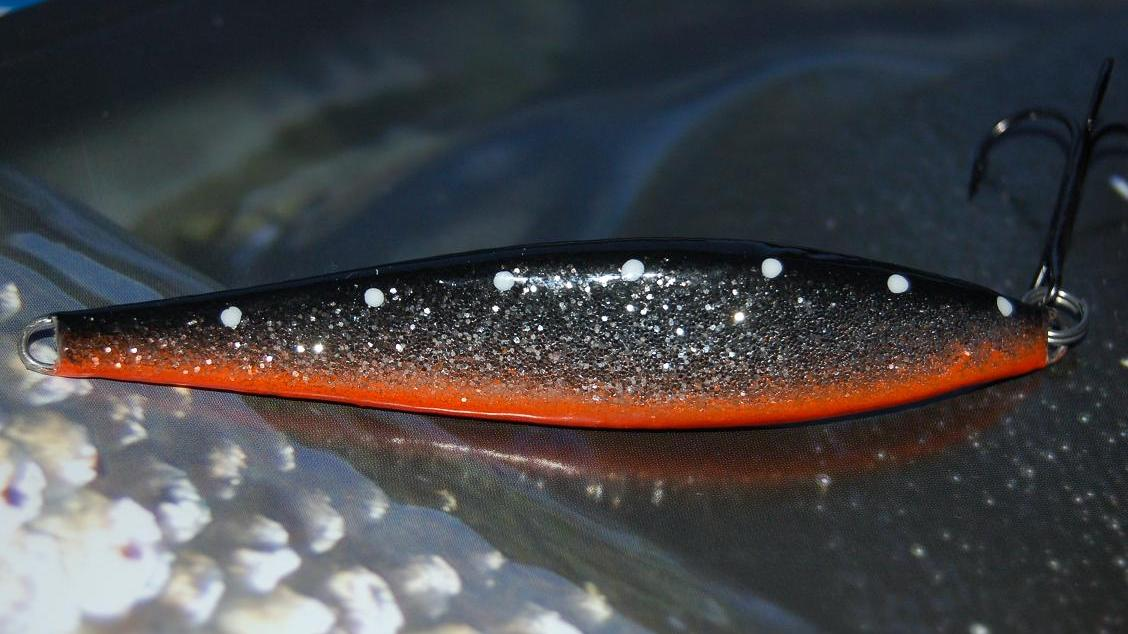
Silverglitter med svart rygg och orange mage.

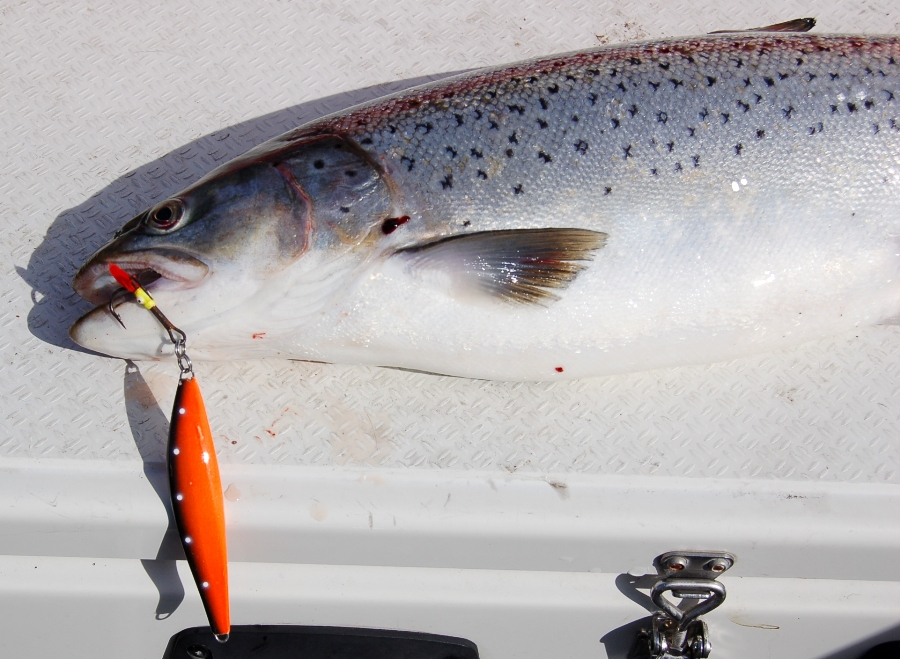
Röd/svart No Name i munnen på en blank Ålands havsöring.

No Name är ett handtillverkat skeddrag gjort delvis i polyuretan och som gjuts i formar. Draget har en vikt av bly med genomgående rostfri ståltråd som utgör kärnan i draget. Draget används främst till att fånga havsöring, men fungerar även till gädda och abborre.